# Brålanda
Brålanda est une localité de Suède située dans la commune de Vänersborg du comté de Västra Götaland. Elle couvre une superficie de 1,52 km2. En 2010, elle compte 1 385 habitants.